# リレット
リレット (RELET) とは、キングジム製の、非接触ICカード「FeliCa」に対応したカード型の電子マネービュアー（残高表示機）である。

## 概要
非接触ICカードFeliCa規格のカード型電子マネーの残高を表示する機能だけを搭載した、シンプルな装置である。薄型のカード型電卓のようなデザインで、表面には金額（残高）を表示する液晶部分と、ONと書かれた電源ボタンが配置されている。本体の裏面に対応した非接触ICカード (FeliCa) をかざして電源ボタンを押すと、数秒間そのカードの残高が表示される仕組みになっている。

## 種類
- EV-10（チタンシルバー、オレンジ、パールホワイト） - 違いは、ボディ表面の色のみである。

## 特長
- 本体の裏面に非接触ICカード (FeliCa) をかざして電源ボタンを押すだけ、という簡単操作。
- 市販のCR2025リチウムコイン電池2個で、1日1回の残高確認使用でおよそ1年間駆動。
- 電卓のような液晶（5桁）で残高を表示。
- 裏面にICカード (FeliCa) が1枚挿入できる専用ケースが付属。この本体付属のケースとは別に、素材・造りが違う専用ケース（EVC1、EVC2）も別途販売されている。

## 対応するFeliCa（カード型）
2011年4月現在、公式サイトに記載のEV-10での動作確認済カード
- 楽天Edy（楽天Edy株式会社）
- WAON（イオンリテール株式会社など）
- nanaco（株式会社セブン・カードサービス）
- Kitaca（JR北海道）
- Suica（JR東日本など）
- TOICA（JR東海）
- ICOCA（JR西日本など） - 「SMART ICOCA」でも使用可能。
- SUGOCA（JR九州）
- SAPICA（札幌総合情報センター）
- PASMO（株式会社パスモ）
- manaca（株式会社エムアイシー（名古屋鉄道グループ）など）
- PiTaPa（JR利用分（プリペイド残高）のみ対応）
- PASPY（広島電鉄株式会社など）
- IruCa（高松琴平電気鉄道株式会社）
- nimoca（株式会社ニモカ（西日本鉄道グループ）など）
- はやかけん（福岡市交通局）

## 非対応のFeliCa
これらは、FeliCa規格に準拠しているものの、実際にリレットにかざして電源ONボタンを押しても、エラーコードが表示され使用できない。また、キングジム社の公式サイトでも、これらは動作確認リストの中に記載されていない。
- おサイフケータイ全種類（モバイルSuica、モバイルWAON、「楽天Edy」アプリ、モバイル長崎スマートカードなど）
- ICい〜カード（（伊予鉄グループ））
- 長崎スマートカード（長崎バス、長崎県営バス、さいかい交通、島鉄バス、西肥バス、佐世保市営バス、長崎電気軌道、松浦鉄道）